# Jean-Pierre Blanchard
Pour les articles homonymes, voir Jean-Pierre Blanchard (peintre) et Blanchard.
Jean-Pierre François Blanchard, né le 4 juillet 1753 au Petit-Andely et mort le 7 mars 1809 à Paris, est un aéronaute français qui s'illustra dans la conquête des airs en ballon, notamment la première traversée de la Manche en ballon, le 7 janvier 1785.

## Biographie

### Jeunesse et formation
Fils d'un ouvrier tourneur, Jean-Pierre Blanchard montre dès l’enfance son goût pour l'invention et la mécanique. Cet autodidacte construit des automates puis conçoit une voiture à pédale. Plus tard, il met au point une machine hydraulique pour alimenter Château-Gaillard en eau, expérience renouvelée à Vernon puis à Grenoble.

### Premiers essais
Mais c'est la conquête des airs qui le passionne. Il travaille à un « vaisseau volant ayant la forme d’un oiseau, muni de six ailes et de gouvernail ». Il organise une démonstration publique le 5 mai 1782, mais ne pourra décoller.

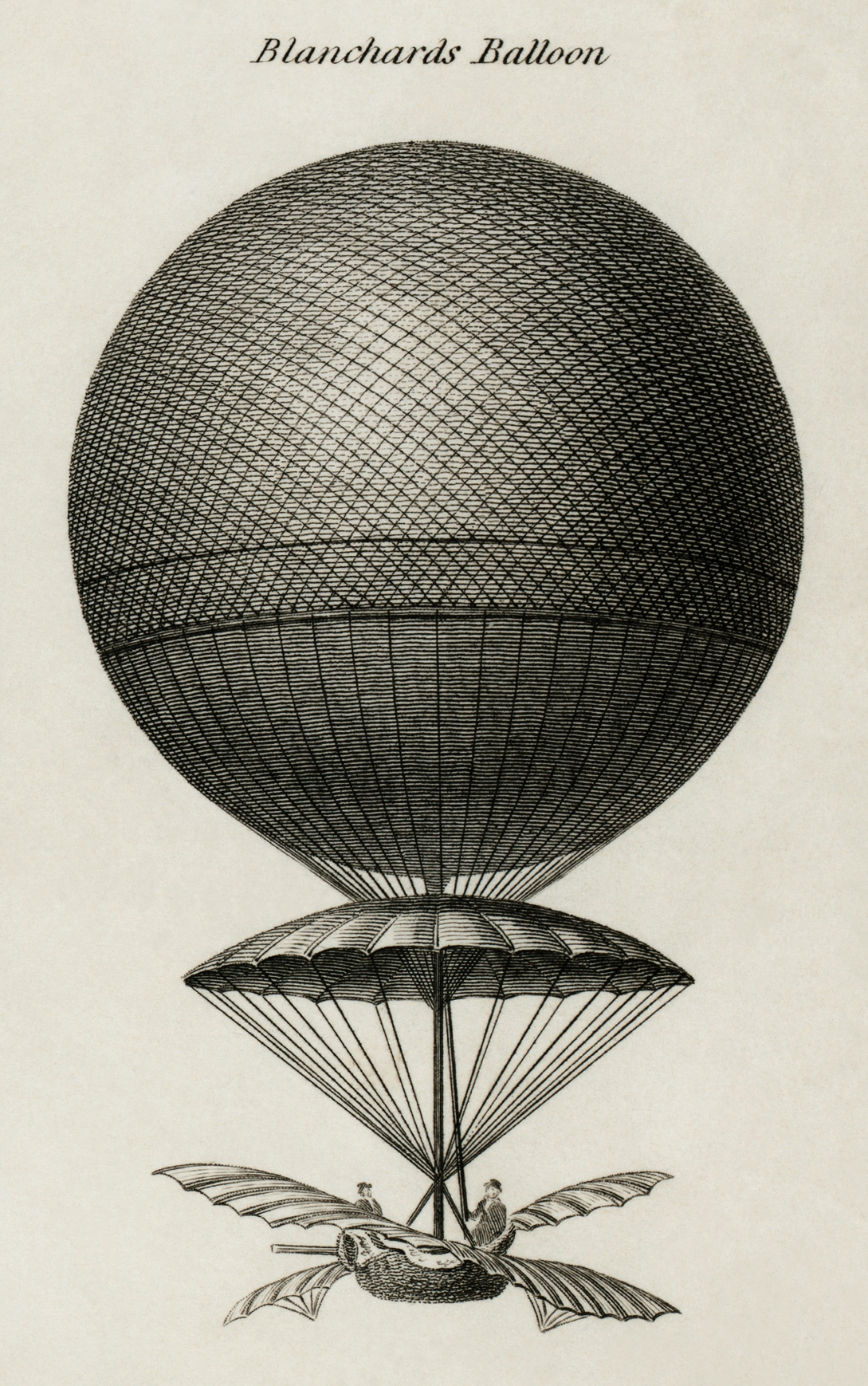
Le premier aérostat de Blanchard.

Suivant l'exemple des frères Montgolfier mais surtout de Jacques Charles (qui l’année précédente a fait voler un ballon gonflé au dihydrogène emportant deux passagers), Jean-Pierre Blanchard construit un ballon gonflé à l’hydrogène, muni de rames en plumes mues à la force des bras. Le 2 mars 1784, la foule rassemblée sur le Champ de Mars à Paris assiste à l’ascension de cet aérostat habité de 27 pieds de diamètre. Le ballon, poussé par le vent, franchit la Seine et revient pour se poser rue de Sèvres. Au moment où le ballon était sur le point de décoller, un jeune homme du nom de Dupont de Chambon avait sauté dans la nacelle et, tirant son épée, avait déclaré sa volonté de procéder à l'ascension en compagnie de Blanchard. On dut le retirer par la force de la nacelle.
Blanchard fait ses deuxième et troisième ascensions à Rouen le 23 mai 1784 et le 18 juillet 1784 et sa quatrième à Londres en 1784.

### Traversée de la Manche

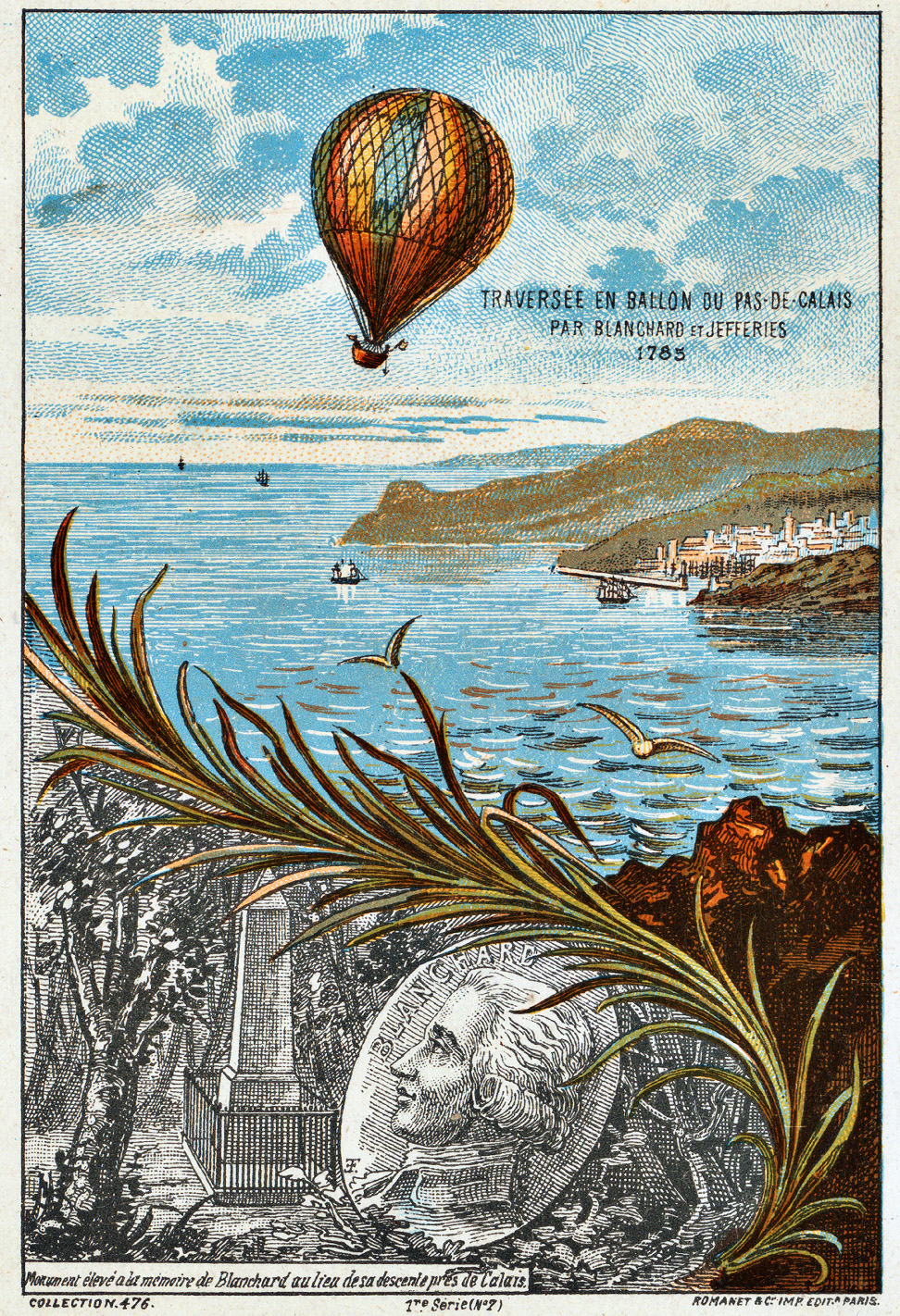
La traversée de la Manche en janvier 1785.

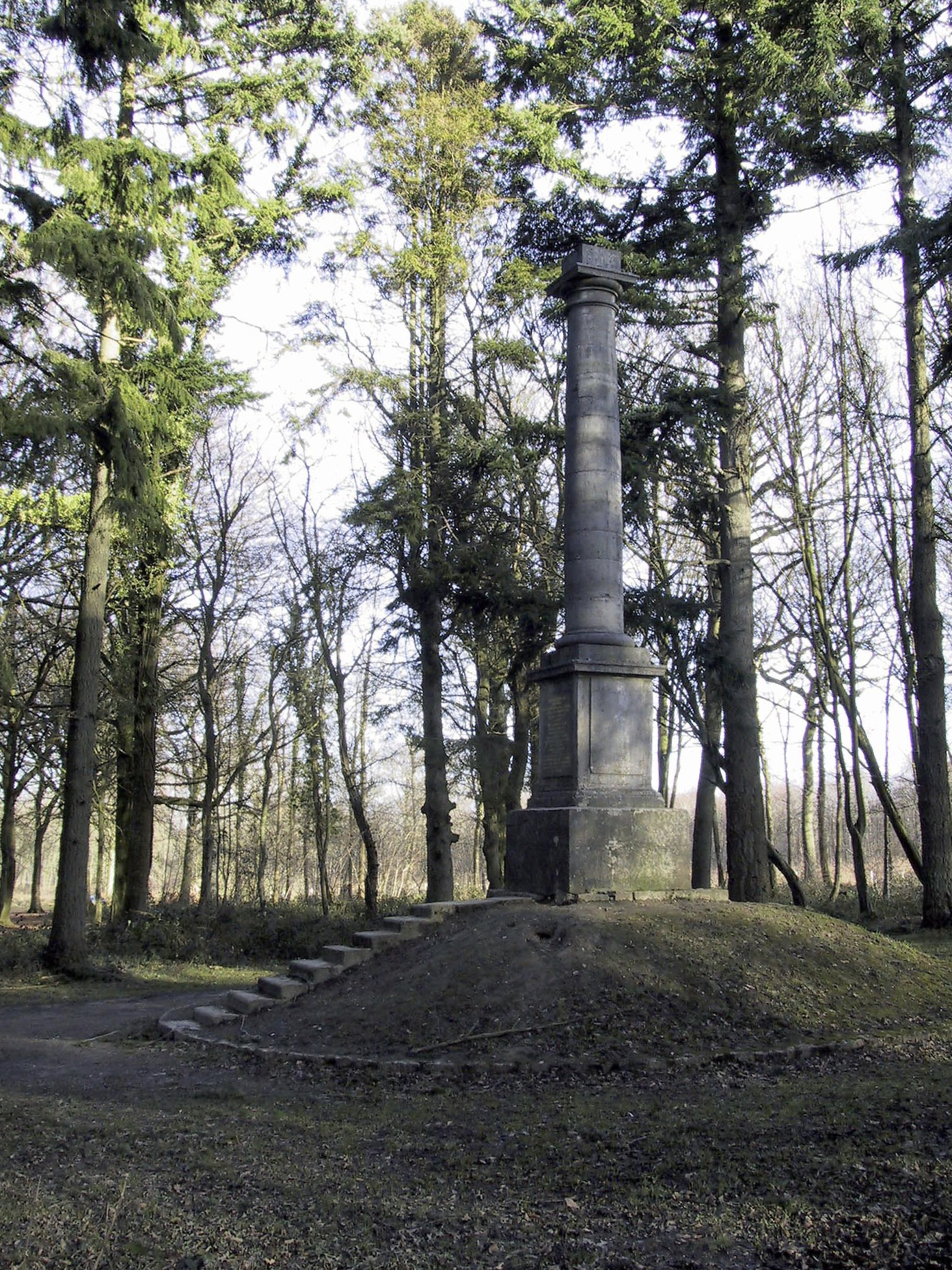
Colonne commémorative du lieu de l'atterrissage à Guînes.

Le 7 janvier 1785, Blanchard et son ami et mécène américain John Jeffries
traversent la Manche de Douvres à Guînes en 2 heures 25 minutes, à bord d’un ballon gonflé à l'hydrogène. Après avoir effectué environ un tiers de la traversée, leur vaisseau se met à descendre. Après que les deux aérostiers ont jeté par-dessus bord tout ce dont ils disposent, le ballon reprend de l'altitude jusqu'aux deux tiers lorsqu'il se remet à descendre. Blanchard et Jeffries doivent, cette fois, jeter non seulement l'ancre et les cordages, mais également se déshabiller et jeter par-dessus bord une partie de leurs vêtements. La reprise d'altitude du ballon leur évite d’utiliser leur dernière ressource, qui serait de couper la nacelle. Alors qu'ils approchent du rivage, l’aérostat s’élève, décrivant un magnifique arc au-dessus de la terre avant d'aller se poser en forêt de Guînes.
Cet exploit a un retentissement dans toute l'Europe et Blanchard se rend dans de nombreux pays pour effectuer des démonstrations de vol en ballon, ainsi que des essais en parachute avec des animaux.

### Nouvelles ascensions
Le 11 juillet 1785, il effectue sa douzième ascension de La Haye avec Monsieur d'Honincthun, officier dans la légion de Maillebois, en présence du prince d'Orange. Après avoir heurté une cheminée au départ, ils manquent de tomber dans le Bies-Bosch à six lieues de la ville ; Blanchard ouvre alors la soupape et va descendre à cent pas du bord de l'eau, dans une prairie dont le propriétaire exige dix ducats de dommages-intérêts. Les Hollandais les accueillent à la descente avec des fourches et des bâtons, brisent sa nacelle et emportent la gaze d'or et la toile qui l'entouraient. Ils arrivent sans autres accidents à Rotterdam,.

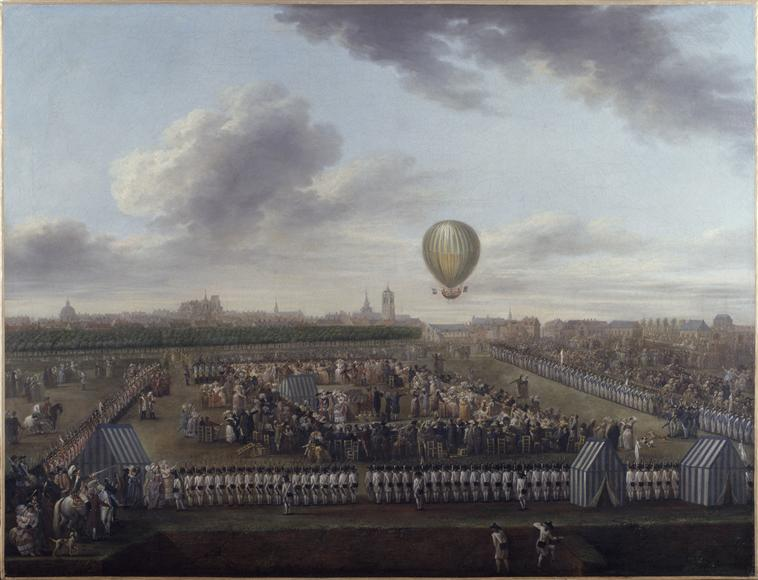
La 14e expérience aérostatique de Monsieur Blanchard accompagné du Chevalier Lépinard à Lille le 26 août 1785.

La même année 1785, il effectue sa quatorzième ascension à Lille, au cours de laquelle il laisse tomber un chien en parachute, qui ne se fait aucun mal en atterrissant, sa quinzième à Francfort et sa seizième à Gand. Au cours de cette dernière, il court de grands dangers. Ne pouvant résister à la froide température jusqu'à laquelle son ballon s’était élevé, il le crève, laisse tomber sa nacelle, s’accroche aux cordes et réussit à atterrir sans se blesser.

### Séjour aux États-Unis
Le 9 janvier 1793, il effectue sa quarante-cinquième ascension à Philadelphie pour atterrir près de Woodbury, dans le New Jersey. Il réalise ainsi le premier voyage aérien aux États-Unis. Il va rester quatre ans sur place et parmi les témoins de l'un de ses vols, on compte ce jour-là le premier président des États-Unis en fonction, George Washington, mais aussi ses quatre successeurs respectivement John Adams, Thomas Jefferson, James Madison et James Monroe.

### Dernières années en France
En 1796-1797, il ouvre un café-concert dans l'hôtel de Lamballe au village de Passy.
Sa quarante-sixième ascension a lieu le 12 août 1798 à Rouen dans l'enclave de Saint-Yon.
En août 1803, il fait sa cinquante-quatrième ascension au parc de Trianon à Rouen.
Lors de sa soixante-sixième ascension, le 20 février 1808, au château de Blois, près de La Haye, Blanchard est frappé d’apoplexie et, hors d’état d'entretenir le feu de son fourneau, il tombe de plus de soixante pieds de hauteur (un peu plus de 18 m). Après avoir reçu de Louis Bonaparte, roi de Hollande, tous les secours qu’exigeait sa position, il est transporté en France. Il meurt un an plus tard à Paris, le 7 mars 1809, probablement des suites de ses blessures.
Sa seconde femme, Madeleine Sophie Armant, qui l’accompagnait depuis 1805, poursuivit les présentations de vol libre. Elle y laissera également la vie à Paris le 6 juillet 1819, son ballon s’étant enflammé.

## Œuvres
- Analyse de la nouvelle machine aërostatique que j'ai inventée et exécutée à Varsovie pendant l'année 1789 et 1790, Berlin, G. J. Decker et fils, 1790

## Iconographie
Il existe plusieurs portraits gravés de Blanchard et plusieurs médailles à son effigie. Deux médailles de l'aéronaute ont été exécutées par le graveur allemand Johann Christian Reich en 1785, à l'occasion des ascensions qu'il avait effectuées à Nuremberg et à Francfort. Le musée Carnavalet en conserve plusieurs exemplaires (ND 4338 à 4343).
- Le vaisseau volant de Blanchard, Magasin pittoresque, Paris, 1853, p. 267.
- Colonne à sa mémoire dans sa commune natale, entre la fontaine et l'église Saint-Sauveur du Petit-Andely.